# Apophénie
Ne doit pas être confondu avec l'épiphanie (sentiment).
En psychiatrie, une apophénie est une altération de la perception qui conduit un individu à attribuer un sens particulier à des événements banals en établissant des rapports non motivés entre les choses. Tout lui paraît avoir été préparé pour lui : par exemple pour le tester, pour lui transmettre un enseignement caché, etc.
Ce phénomène peut être présent dans divers troubles psychiatriques (appartenant surtout au spectre de la schizophrénie) mais aussi dans le cadre de la pensée magique chez des individus non pathologiques comme un remède au non-sens, dans des situations anxiogènes, crises spirituelles par exemple.

## Historique
Dès 1930, en psychologie jungienne, l'apophénie est à rapprocher de la notion de synchronicité,, bien que Jung se contente de décrire le phénomène tel qu'il est vécu, sans se positionner clairement quant à l'idée que ce phénomène consiste en une distorsion de la perception ou s'il s'agit d'un contact particulier avec une authentique réalité métaphysique.
Selon Klaus Conrad, en 1958, l'apophénie est la deuxième phase dans le développement d'une schizophrénie (entre le tréma et l’apocalypse). Conrad a d'abord décrit ce phénomène en relation à la distorsion de la réalité présente dans les cas de psychoses, mais il est devenu plus largement utilisé pour décrire cette tendance chez des individus sains sans nécessairement impliquer la présence de troubles neurologiques ou de maladie mentale. En ce sens, il est devenu un quasi-synonyme de paréidolie d'après James Alcock.
En 2001, Peter Brugger (né en 1957 à Zurich), neuropsychologue suisse et professeur de neurologie comportementale et de neuropsychiatrie à l'Université de Zurich, voit dans ce phénomène une explication du lien entre psychose et créativité.
Certains individus atteints d'apophénie pensent être capables de remarquer l'apparition anormalement élevée de motifs dans des ensembles de données aléatoires[réf. nécessaire].

## Classification
Depuis l'adoption de la classification internationale des maladies publiée par l'Organisation mondiale de la santé (OMS), en 1990, l'apophénie figure dans le DSM-5 parmi les symptômes de troubles du « spectre de schizophrénie et autres troubles psychotiques » et dans la CIM-10 en tant que symptôme du  « trouble de la personnalité schizotypique (TPS) ». En statistique, elle est définie comme une erreur de première espèce ou erreur de type I.
| Types d’erreur possible | Types d’erreur possible | Décision                            | Décision                           |
| Types d’erreur possible | Types d’erreur possible | Vrai                                | Faux                               |
| ----------------------- | ----------------------- | ----------------------------------- | ---------------------------------- |
| Réalité                 | Vrai                    | Ok                                  | Faux négatif : Erreur de 2e espèce |
| Réalité                 | Faux                    | Faux positif : Erreur de 1re espèce | Ok                                 |